# Stowarzyszenie Akademii Języka Hiszpańskiego
Stowarzyszenie Akademii Języka Hiszpańskiego (hiszp. Asociación de Academias de la Lengua Española) – podmiot regulujący normy języka hiszpańskiego. Powstała ona w Meksyku w 1951 r. z inicjatywy ówczesnego prezydenta kraju Miguela Alemána Valdésa w celu utrzymania integralności i wspieranie dalszego wzrostu i rozwoju języka hiszpańskiego. Pierwsze spotkanie odbyło się w dniach 23 kwietnia - 6 maja 1951 r. i doprowadziło do powstania stałych komisji w krajach hispanojęzycznych, jednakże na pierwszym spotkaniu przedstawiciele Królewskiej Akademii Hiszpańskiej nie byli obecni, zaś począwszy od drugiego zjazdu w 1956 Królewska Akademia Hiszpańska została stałym uczestnikiem posiedzeń. Ciągła współpraca pomiędzy Asociación de Academias de la Lengua Española a Real Academia Española doprowadziła do powstania i wydania Diccionario de la lengua española – słownika zawierającego poszczególne warianty wymowy i gramatyki języka hiszpańskiego. W 2000 r. wspólnie z RAE Stowarzyszenie otrzymało Nagrodę Księcia Asturii. Stowarzyszenie zbiera się co cztery lata. Komisja stowarzyszenia składa się z prezydenta (stanowisko dyrektora RAE), sekretarza generalnego, skarbnika oraz 4 członków na przemian wybieranych z poszczególnych akademii. Podczas III zjazdu w 1960 r. w Bogocie ustalono wielostronne porozumienie, w którym rządy wszystkich krajów, w których działają akademie zobowiązane są do wspierania finansowego instytucji.

## Lista Akademii w ramach Stowarzyszenia

Kraje, w których znajdują się Asociación de Academias de la Lengua Española

- Hiszpania - Real Academia Española (1713)
- Kolumbia - Academia Colombiana de la Lengua (1871)
- Ekwador - Academia Ecuatoriana de la Lengua (1874)
- Meksyk - Academia Mexicana de la Lengua (1875)
- Salwador - Academia Salvadoreña de la Lengua (1876)
- Wenezuela - Academia Venezolana de la Lengua (1883)
- Chile - Academia Chilena de la Lengua (1885)
- Peru - Academia Peruana de la Lengua (1887)
- Gwatemala - Academia Guatemalteca de la Lengua (1887)
- Kostaryka - Academia Costarricense de la Lengua (1923)
- Filipiny - Academia Filipina de la Lengua Española (1924)
- Panama - Academia Panameña de la Lengua (1926)
- Kuba - Academia Cubana de la Lengua (1926)
- Paragwaj - Academia Paraguaya de la Lengua Española (1927)
- Dominikana - Academia Dominicana de la Lengua (1927)
- Boliwia - Academia Boliviana de la Lengua (1927)
- Nikaragua - Academia Nicaragüense de la Lengua (1928)
- Argentyna - Academia Argentina de Letras (1931)
- Urugwaj - Academia Nacional de Letras, del Uruguay (1943)
- Honduras - Academia Hondureña de la Lengua (1949)
- Portoryko - Academia Puertorriqueña de la Lengua Española (1955)
- Stany Zjednoczone - Academia Norteamericana de la Lengua Española (1973)

## Miejsca odbywania się kongresów
| Szczyt | Data                               | Miasto       | Kraj      |
| ------ | ---------------------------------- | ------------ | --------- |
| I      | 1951                               | Meksyk       | Meksyk    |
| II     | 22 kwietnia - 2 maja 1956          | Madryt       | Hiszpania |
| III    | 27 lipca - 6 sierpnia 1960         | Bogota       | Kolumbia  |
| IV     | 30 września - 10 października 1964 | Buenos Aires | Argentyna |
| V      | 24 lipca - 19 sierpnia 1968        | Quito        | Ekwador   |
| VI     | 20 - 29 listopada 1972             | Caracas      | Wenezuela |
| VII    | 13 - 23 listopada 1976             | Santiago     | Chile     |
| VIII   | 20 - 27 kwietnia 1980              | Lima         | Peru      |
| IX     | 8 - 15 października 1989           | San José     | Kostaryka |
| X      | 24 - 29 kwietnia 1994              | Madryt       | Hiszpania |
| XI     | 15 - 19 listopada 1998             | Puebla       | Meksyk    |
| XII    | 12 - 15 listopada 2002             | San Juan     | Portoryko |
| XIII   | 26 - 19 marca 2006                 | Medellín     | Kolumbia  |
| XIV    | 2010                               | Valdivia     | Chile     |